# Свети Ахил (Лариса)
Вижте пояснителната страница за други значения на Ахил.
Базиликата „Свети Ахил“ (на гръцки: Βασιλική του Αγίου Αχιλλίου) е ранновизантийска базилика на акропола на антична Лариса. Посветена е на светеца покровител на града – Свети Ахил Лариски. Църквата е разкрита и разкопана през 1978 г., по време на изкопни работи в района.
Разкопките разкриват основите на църква от средата на V век, посветена на Св. Ахил според оцелелите надписи. Базиликата е разположена на върха на хълма Фрурио, акропол на града, между Първия античен театър и по-късния Лариски безистен от османската епоха.
Базиликата представлява типична трикорабна базилика с нартекс и екзонартекс. Първоначално била покрита с дървен покрив. Различни гробове са разкрити в и около църквата, включително три сводести гробници и редица подобни на кутии гробове. Сводеста гробница в източния край на северната пътека, украсена с кръстове, е предполагаемата на Св. Ахил Лариски.
Като катедрала на митрополията на Лариса, базиликата е ремонтирана през средновизантийския период, когато става център на голямо гробище, простиращо се на изток. Разкопките разкриват и редица стопански постройки, издигнати през този период, вероятно използвани за складове, бани, благотворителни институции и пр. Църквата е засвидетелствана до средата на XIV век и вероятно нейните руини са използвани от османците за строителен материал за построяването на Безестена в края на XV век. 